# Jim Iyke
James Ikechukwu Esomugha, conocido popularmente como Jim Iyke, es un actor nigeriano.

## Biografía
Iyke nació el 25 de septiembre de 1976 en Libreville, Gabón. Es el único hijo en su familia y tiene siete hermanas. Completó su educación secundaria en FGC Kwali Abuja de 1985 a 1991.
Estudió en la Universidad de Jos, Plateau State, donde obtuvo un diploma en Banca y Finanzas y luego una licenciatura en Filosofía.

## Carrera
Comenzó a actuar en 2001. Es uno de los actores mejor pagados de Nollywood, y ha aparecido en más de 150 películas. Comenzó una compañía de producción de películas llamada Untamed Productions en 2007. Además de iniciar su propio sello musical, Untamed Records. Produjo un primer álbum, titulado ¿Who Am I? con algunos de los mejores músicos de Nigeria, como TuFace Idibia y Sound Sultan.

## Controversia
Un controvertido video de su supuesta 'liberación' en The Synagogue, Church of All Nations, dirigida por el pastor TB Joshua se volvió viral y provocó un intenso debate en las redes sociales. El 'espíritu maligno' supuestamente confesó que estaba detrás de la incapacidad de Iyke para casarse.

## Filantropía
Es el creador de la fundación Jim Lyke para Niños con Discapacidades Especiales. Visitó Kenia en diciembre de 2012 en apoyo de la Campaña Make a Change, un proyecto de caridad fundado por Christopher Gray y la artista jamaicana de baile Cécile.

## Vida personal

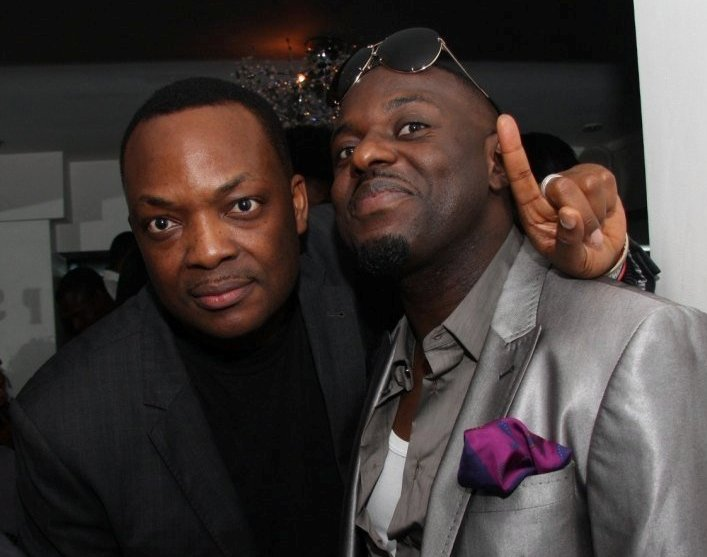
Dj Abass junto a Jim Iyke.

Iyke tiene un cinturón negro en taekwondo. En abril de 2019, anunció en su cuenta de Instagram el nacimiento de su hijo con una foto que lo muestra a él y a su bebé recién nacido en sus brazos.

## Filmografía
| Año  | Título                            | Rol      | Director         | Ref                  |
| ---- | --------------------------------- | -------- | ---------------- | -------------------- |
| 2010 | Between Kings and Queens          | Nnanna   | Joy Dickson      |                      |
| 2012 | Last Flight to Abuja              | David    | Obi Emelonye     |                      |
| 2013 | And Then There Was You            | Zuma     | Leila Djansi     |                      |
| 2014 | When Love Comes Around            |          | Afe Olumowe      | [ 13 ]               |
| 2016 | Stalker                           | Michael  | Moses Inwang     | [ 14 ] [ 15 ]        |
| 2016 | A Star in Heaven                  | Kayode   | Afe Olumowe      | [ 16 ]               |
| 2017 | American Driver                   | Jim Iyke | Moses Inwang     | [ 17 ] [ 18 ]        |
| 2018 | Merry Men: The Real Yoruba Demons | Naz      | Toka McBaror     | [ 19 ]               |
| 2019 | Dead rite                         | N/A      | Tope Alake       | [ 20 ]               |
| 2019 | The Set Up                        | Edem     | Niyi Akinmolayan | [ 21 ] [ 22 ] [ 23 ] |
| 2019 | Merry Men 2: Another Mission      | Naz      | Moses Inwang     | [ 24 ] [ 25 ]        |